# さぬき豊中インターチェンジ

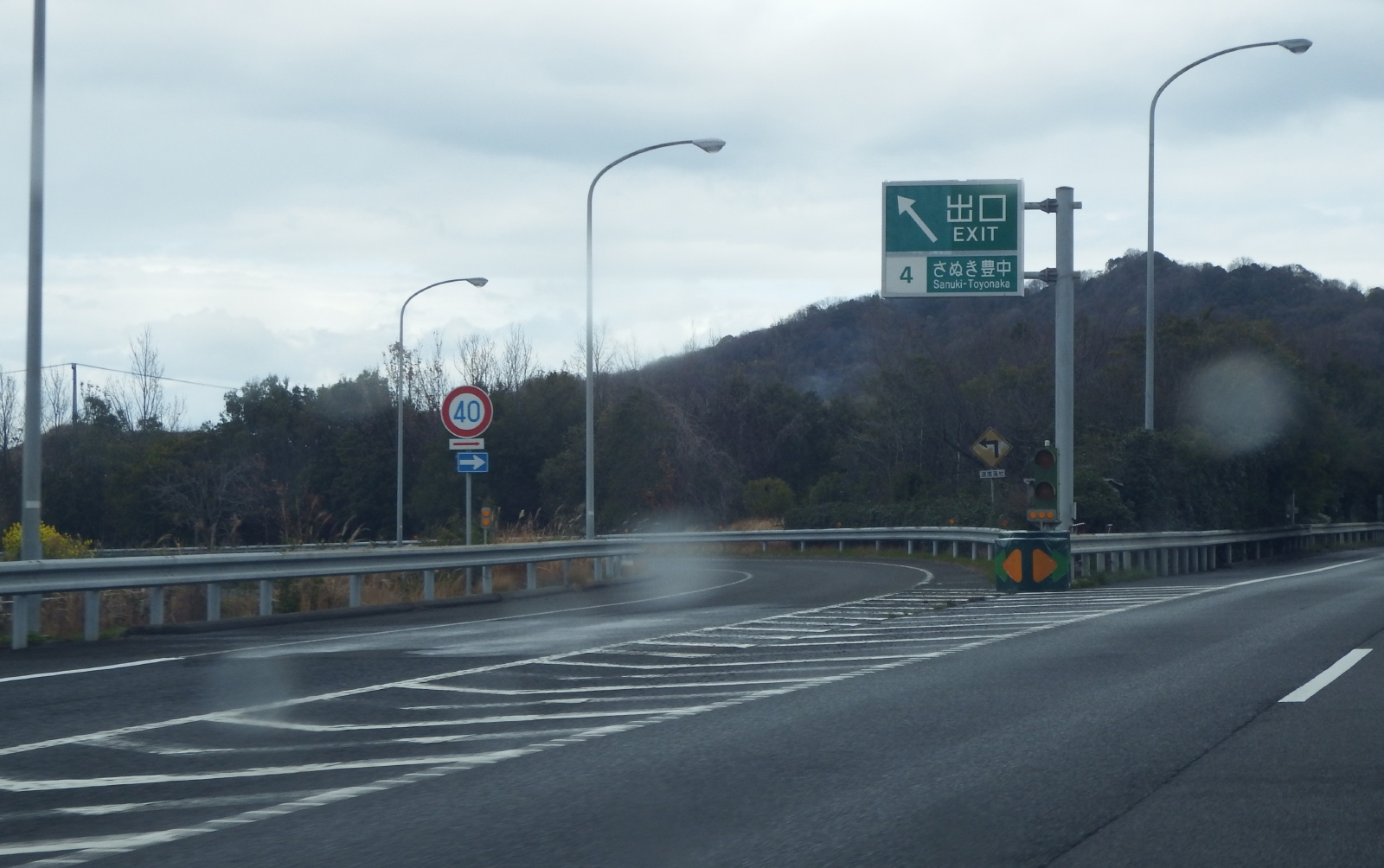
上り線よりの降り口

さぬき豊中インターチェンジ（さぬきとよなかインターチェンジ）は、香川県三豊市にある高松自動車道のインターチェンジである。
名神高速道路の豊中ICとの区別をつけるために「さぬき」が付けられている。なお、計画当初の仮称は「四国豊中インターチェンジ」だった。
2024年（令和6年）3月18日より料金所がETC専用になっている。

## 道路
- E11 高松自動車道（4番）
- 接続する道路：国道11号

## 料金所

### 入口
- レーン数：2
  - ETC専用：1
  - サポート：1

### 出口
- レーン数：3
  - ETC専用：1
  - サポート：2

## 隣
E11 高松自動車道
(3-1)三豊鳥坂IC - 高瀬PA - (4)さぬき豊中IC - 観音寺SIC（事業中） - (5)大野原IC